# Detlef Schößler
Detlef Schößler (* 3. října 1962, Magdeburg) je bývalý východoněmecký fotbalista, obránce.

## Fotbalová kariéra
Ve východoněmecké oberlize hrál za 1. FC Magdeburg a Dynamo Drážďany. Nastoupil ve 206 ligových utkáních a dal 9 gólů. V roce 1990 získal s Dynamem Drážďany mistrovský titul i východoněmecký fotbalový pohár, v roce 1983 získal východoněmecký fotbalový pohár i s 1. FC Magdegburg. Dále hrál za VfB Leipzig. V Bundeslize nastoupil za Dynamo Drážďany ve 113 utkáních a dal 3 goly, ve druhé bundeslize nastoupil za VfB Leipzig v 68 utkáních. V Poháru mistrů evropských zemí nastoupil v 8 utkáních, v Poháru vítězů poháru nastoupil ve 4 utkáních a v Poháru UEFA nastoupil ve 2 utkáních. Za reprezentaci Východního Německa (NDR) nastoupil v letech 1986-1990 v 18 utkáních.

## Ligová bilance
| Ročník                | Zápasy | Góly | Klub            |
| --------------------- | ------ | ---- | --------------- |
| I. liga 1980/81       | 8      | 0    | 1. FC Magdeburg |
| I. liga 1981/82       | 14     | 1    | 1. FC Magdeburg |
| I. liga 1982/83       | 22     | 2    | 1. FC Magdeburg |
| I. liga 1983/84       | 20     | 3    | 1. FC Magdeburg |
| I. liga 1984/85       | 17     | 0    | 1. FC Magdeburg |
| I. liga 1985/86       | 24     | 1    | 1. FC Magdeburg |
| I. liga 1986/87       | 23     | 1    | 1. FC Magdeburg |
| I. liga 1987/88       | 24     | 0    | 1. FC Magdeburg |
| I. liga 1988/89       | 16     | 0    | 1. FC Magdeburg |
| I. liga 1989/90       | 14     | 0    | Dynamo Drážďany |
| I. liga 1990/91       | 23     | 1    | Dynamo Drážďany |
| Bundesliga 1991/92    | 35     | 0    | Dynamo Drážďany |
| Bundesliga 1992/93    | 29     | 2    | Dynamo Drážďany |
| Bundesliga 1993/94    | 32     | 0    | Dynamo Drážďany |
| Bundesliga 1994/95    | 17     | 1    | Dynamo Drážďany |
| 2. bundesliga 1995/96 | 31     | 0    | VfB Leipzig     |
| 2. bundesliga 1996/97 | 25     | 0    | VfB Leipzig     |
| 2. bundesliga 1997/98 | 12     | 0    | VfB Leipzig     |
| CELKEM I. liga        | 316    | 75   |                 |